# Большой Улькай
Большой Улькай — река в России, протекает по территории Белебеевского и Ермекеевского районов Башкортостана.

## География и гидрология
Устье реки находится в 7 км по правому берегу реки Кидаш. Длина реки составляет 15 км, площадь водосборного бассейна 52,5 км²
От устья к истоку на реке расположены следующие населённые пункты: Старотураево, Кожай-Андреево, Леонидовка. В Кожай-Андреево в реку впадает приток Малый Улькай.

## Данные водного реестра
По данным государственного водного реестра России относится к Камскому бассейновому округу, водохозяйственный участок реки — Ик от истока и до устья, речной подбассейн реки — бассейны притоков Камы до впадения Белой. Речной бассейн реки — Кама.
Код объекта в государственном водном реестре — 10010101312111100028053.